# Neanastatus darci
Neanastatus darci är en stekelart som beskrevs av Girault 1933. Neanastatus darci ingår i släktet Neanastatus och familjen hoppglanssteklar. Inga underarter finns listade i Catalogue of Life.